# Walter M. Denny
Walter McKennon Denny (* 28. Oktober 1853 in Moss Point, Jackson County, Mississippi; † 5. November 1926 in Pascagoula, Mississippi) war ein US-amerikanischer Politiker. Zwischen 1895 und 1897 vertrat er den fünften Wahlbezirk des Bundesstaates Mississippi im US-Repräsentantenhaus.

## Werdegang
Walter Denny besuchte die öffentlichen Schulen seiner Heimat und danach das Roanoke College in Salem (Virginia). Nach einem Jurastudium an der University of Mississippi in Oxford und seiner 1874 erfolgten Zulassung als Rechtsanwalt begann er in Pascagoula im Jackson County in seinem neuen Beruf zu praktizieren. Zwischen 1883 und 1895 war er in seinem Kreis Verwaltungsangestellter an den dortigen Bezirks- und Kanzleigerichten (Clerk of the Circuit and Chancery courts).
Denny war zunächst Mitglied der Demokratischen Partei. Im Jahr 1890 war er Delegierter auf einer Versammlung zur Überarbeitung der Staatsverfassung von Mississippi. 1894 wurde er im fünften Distrikt von Mississippi in das US-Repräsentantenhaus in Washington, D.C. gewählt. Dort trat er am 4. März 1895 die Nachfolge von T. R. Stockdale an. Da er bei den folgenden Wahlen des Jahres 1896 von seiner Partei nicht mehr für eine weitere Legislaturperiode nominiert wurde, konnte Walter Denny nur bis zum 3. März 1897 im Kongress verbleiben.
Noch im Jahr 1896 wechselte Denny von der Demokratischen Partei zu den Republikanern. In der Folge arbeitete er wieder als Anwalt in Pascagoula und war 15 Jahre lang juristischer Berater des Kreisrates im Jackson County (County Board of Supervisors). Er starb am 5. November 1926 in Pascagoula.